# Platylister placitus
Platylister placitus är en skalbaggsart som beskrevs av Lewis 1906. Platylister placitus ingår i släktet Platylister och familjen stumpbaggar. Inga underarter finns listade i Catalogue of Life.